# ガルザバイル
ガルザバイル（アイスランド語: Garðabær）は、アイスランドの地方自治体である。大レイキャヴィークに属する。
都市にはテレビスタジオがあり、ヨーロッパで最先端のHDTV設備を保有している。100カ国以上で放映されている子供番組、レイジータウン（LazyTown）が撮影されている。

## 概要
ガルザバイルはレイキャヴィーク近郊にあり、近年成長を続けている。人口は10000人を突破し、アイスランドで6番目に大きな町である。
9世紀にケルト人がアイスランドに初めて移住した時代から、ガルザバイルへの定住は始まっていた。ランドナーマ（移住の書）には、2つの農場、ífilsstaðirとSkúlastaðirがガルザバイルに開設されたと記されている。Vífilsstaðirはアイスランド初の移住者インゴールヴル・アルナルソン（Ingólfur Arnarson）の奴隷であったが、後に奴隷の身分を解放され、定住するに至っている。
ガルバザイル周辺にはSnæfellsjökull氷河、エシャン山、レイキャネース半島があり、雄大な自然の風景を眺めることが出来る。

## 姉妹都市
- - アスケー（ノルウェー）
- - ヤコブスタード（フィンランド）
- - Eslöv（スウェーデン）
- - トースハウン（フェロー諸島）
- - Birkerød（デンマーク）